# Saved by the Flag (film 1910)
Saved by the Flag è un cortometraggio muto del 1910 diretto da Laurence Trimble.

## Produzione
Il film fu prodotto dalla Vitagraph Company of America.

## Distribuzione
Distribuito dalla General Film Company, il film - un cortometraggio di 170 metri - uscì nelle sale cinematografiche statunitensi il 1º luglio 1910. Nelle proiezioni, veniva programmato con il sistema dello split reel, accorpato in un'unica bobina con un altro cortometraggio prodotto dalla Vitagraph, Wilson's Wife's Countenance.